# Bücken (Dolna Saksonia)
Bücken – miasto (niem. Flecken) w Niemczech w kraju związkowym Dolna Saksonia, w powiecie Nienburg (Weser), wchodzi w skład gminy zbiorowej Grafschaft Hoya.

## Współpraca
Miejscowość partnerska:
- Erdmannsdorf – dzielnica Augustusburga, Saksonia